# Pánczél Dániel
Pánczél Dániel (Méra, 1759. – Bécs, 1827. december 15.) újságíró, a Bécsi Magyar Merkurius és a Magyar Kurír szerkesztője.

## Pályája
Erdélyben, a kalotaszegi Mérán született. Erdélyből került az osztrák fővárosba, ahol Szacsvay Sándor mellett több évig a Magyar Kurír segédszerkesztője volt. Amikor Decsy Sámuel került e lap élére, 1793 áprilisában megindította a Magyar Merkuriust. Ez Bécsben hetenként kétszer, politikai tartalommal jelent meg 1793. április 23-ától 1798. június 30-áig. A Merkurius 1798-ban beolvadt a Magyar Kurírba, és így Pánczél Dániel Decsyvel együtt a Magyar Kurír társszerkesztője (1815-ig), társa halála után pedig tulajdonos szerkesztője volt (1816–1827). 1821-ben Igaz Sámuelt maga mellé vette segédszerkesztőnek. Szerkesztette még Igaz Sámuellel a Kedveskedőt, mely szintén a Magyar Kurír melléklapja volt és hetenként kétszer jelent meg Bécsben (1824–1827).
Újságírói munkássága az első hosszabb időtartamú újságírói pálya: harminchat esztendeig dolgozott a magyar sajtó szolgálatában. Decsy Sámuellel együtt írt tanácsadó munkája: A mezei gazdaságot tárgyazó jegyzések (két kötet, Bécs, 1801–1802). Ezzel egyidőben vetette meg a magyar nyelvű mezőgazdasági irodalom alapját Nagyváthy János és Pethe Ferenc.